# Parafia Niepokalanego Poczęcia Najświętszej Maryi Panny w Tryczówce
Parafia pw. Niepokalanego Poczęcia Najświętszej Maryi Panny w Tryczówce – rzymskokatolicka parafia należąca do dekanatu Białystok-Nowe Miasto, archidiecezji białostockiej, metropolii białostockiej.

## Obszar parafii
W granicach parafii znajdują się miejscowości:

- Tryczówkę,
- Bogdanki,
- Baranki,
- Czerewki,
- Dorożki,
- Klewinowo,
- Kożany,
- Pańki,
- Rostołty,
- Rzepniki,
- Wojszki,
- Zajączki
- Złotniki.